# Томсон (лунный кратер)
Кратер Томсон (лат. Thomson) — большой древний ударный кратер в восточной части Моря Мечты на обратной стороне Луны. Название присвоено в честь английского физика Джозефа Джона Томсона (1856—1940) и утверждено Международным астрономическим союзом в 1970 г. Образование кратера относится к донектарскому периоду.

## Описание кратера
Ближайшими соседями кратера Томсон являются кратер О’Дей на западе; кратер Зелинский на севере; кратер Ван де Грааф на северо-востоке; кратер Биркеланд на востоке-северо-востоке; кратер Лейбниц на юго-востоке и кратер Обручев на юге-юго-западе. Селенографические координаты центра кратера 32°19′ ю. ш. 166°02′ в. д. / 32,32° ю. ш. 166,04° в. д., диаметр 117,3 км, глубина 2,9 км
Кратер Томсон затоплен темной базальтовой лавой над поверхностью которой выступает лишь узкая вершина вала. Вал имеет широкие разрывы в западной, северо-восточной и юго-восточной части. К южной части вала примыкает схожий по морфологическим признакам и размеру сателлитный кратер Томсон M. Также как и в Море Мечты, базальтовая лава в чаше кратера отмечена вихреподобными структурами с высоким альбедо, схожими с структурой Рейнер Гамма на видимой стороне Луны.

## Сателлитные кратеры
| Томсон | Координаты                                              | Диаметр, км |
| ------ | ------------------------------------------------------- | ----------- |
| J      | 36°09′ ю. ш. 169°48′ в. д. / 36,15° ю. ш. 169,8° в. д.  | 47,3        |
| M      | 35°59′ ю. ш. 166°26′ в. д. / 35,98° ю. ш. 166,44° в. д. | 113,8       |
| V      | 30°42′ ю. ш. 162°25′ в. д. / 30,7° ю. ш. 162,41° в. д.  | 11,8        |
| W      | 30°15′ ю. ш. 163°54′ в. д. / 30,25° ю. ш. 163,9° в. д.  | 17,6        |

- Образование сателлитного кратера Томсон M относится к донектарскому периоду[1].

## См.также
- Список кратеров на Луне
- Лунный кратер
- Морфологический каталог кратеров Луны
- Планетная номенклатура
- Селенография
- Минералогия Луны
- Геология Луны
- Поздняя тяжёлая бомбардировка